# Sundwarda efulgida
Sundwarda efulgida är en fjärilsart som beskrevs av Swibh 1901. Sundwarda efulgida ingår i släktet Sundwarda och familjen nattflyn. Inga underarter finns listade i Catalogue of Life.